# Eustacesia
Eustacesia és un gènere d'aranyes de la família Araneidae. Fou descrita el 1954 per Caporiacco. A data de 2017, només conté una espècie, Eustacesia albonotata, que es troba a la Guaiana Francesa.